# Erik Grönwall
Per Erik Magnus Grönwall (ur. 3 grudnia 1987 w Knivście) – szwedzki piosenkarz i gitarzysta, zwycięzca szóstej szwedzkiej edycji programu Idol (2009), wokalista zespołu H.E.A.T.

## Dyskografia

### Albumy studyjne

#### Solowe
- Erik Grönwall (2009)[2]
- Somewhere Between a Rock and a Hard Place (2010)[3]

#### Z zespołem H.E.A.T
- Address The Nation (2012)[4]
- Tearing Down the Walls (2014)[5]
- Into the Great Unknown (2017)[6]